# Malaconothrus yamamotoi
Malaconothrus yamamotoi är en kvalsterart som beskrevs av Aoki 1994. Malaconothrus yamamotoi ingår i släktet Malaconothrus och familjen Malaconothridae. Inga underarter finns listade i Catalogue of Life.